# Městec Králové
Městec Králové är en stad i Tjeckien.   Den ligger i regionen Mellersta Böhmen, i den centrala delen av landet, 60 km öster om huvudstaden Prag. Městec Králové ligger 215 meter över havet och antalet invånare är 2 913.
Terrängen runt Městec Králové är platt. Runt Městec Králové är det ganska glesbefolkat, med 34 invånare per kvadratkilometer. Närmaste större samhälle är Poděbrady, 14,6 km sydväst om Městec Králové. Trakten runt Městec Králové består till största delen av jordbruksmark.